# Waldemar Kophamel
Waldemar Kophamel (Graudenz, 16 agosto 1880 – Plön, 4 novembre 1934) è stato un militare tedesco, distintosi come ufficiale della Kaiserliche Marine imbarcato sui sommergibili durante la prima guerra mondiale, dove venne decorato con l'Ordine Pour le Mérite. Nel corso del conflitto affondò 56 navi, per un totale di 154.770 tonnellate di stazza, e ne danneggiò altre 6, per un totale di 10.176 GRT.

## Biografia
Nacque a Graudenz, Prussia occidentale, il 16 agosto 1880. Si arruolò nella Kaiserliche Marine il 12 aprile 1898, e iniziò il suo addestramento militare basico sotto il capitano di fregata Ehrlich sulla nave scuola Stosch. Il viaggio di formazione si svolse in Norvegia, Scozia, Mediterraneo, Nord Africa, Spagna e Isole Canarie. Tra il 1900 e il 1901 prese parte a corsi speciali sull'uso dell'artiglieria navale e dei siluri, ed ebbe anche un addestramento fanteria.
Promosso Leutnant zur See nel settembre 1901, tra quell'anno e il 1902 fu imbarcato sulla nave da battaglia Kurfürst Friedrich Wilhelm. Nel 1902 fu trasferito alla II Divisione torpediniere a Wilhelmshaven sotto il Korvettenkapitän Franz von Hipper e ricevette il suo primo comando con la torpediniera S 3. Dopo un trasferimento alla II Flottiglia torpediniere fu agli ordini del Korvettenkapitän Leberecht Maass, seguirono ulteriori incarichi nel cambio di posizione sulle torpediniere. Nel 1904 , promosso nel frattempo Oberleutnant zur See, prestò servizio nella II. Marineinspektion a Wilhelmshaven. Nel 1905 salpò sugli incrociatori leggeri Niobe e Thetis, con una missione che portò le navi in Africa orientale.
Nel 1906 prese parte ai collaudi del primo sommergibile della Kaiserliche Marine, lo U 1, sotto il Kapitänleutnant Boehm-Bezing. Tra il 1907 e il 1910 fu nuovamente in servizio nella II Marineinspektion, acquisendo ulteriore esperienza con la nuova arma sottomarina sugli U 2 e U 9, e fu promosso Kapitänleutnant nel 1908.
Nel 1910 fu in servizio sulla nave da battaglia Westfalen sotto il comando del Kapitän zur See Paul Behncke. La Westfalen era la nave ammiraglia della I Squadra al comando del viceammiraglio Hugo von Pohl.
Dal 1911 al 1913 frequentò l'Accademia navale di Kiel, e poi prestò servizio fino all'ottobre 1914 sulla nave da battaglia Ostfriesland, al comando del Kapitän zur See Engelhardt, e nave di bandiera della I Squadra del viceammiraglio Wilhelm von Lans.
Dopo l'inizio della prima guerra mondiale, fu trasferito alla forza sottomarina nell'ottobre 1914 e assunse il comando dello U 35 il 3 novembre, che , sotto il suo comando e quello del suo successore Lothar von Arnauld de la Perière, divenne il sommergibile di maggior successo nel storia della guerra. Mantenne il comando dello U 35 fino al 17 novembre 1915, e durante questo periodo, eseguì 8 missioni nel Mare del Nord e nel Mediterraneo e affondò 35 navi per un totale di 89.192 tsl.
Dopo la promozione a Korvettenkapitän, il 18 novembre 1915 assunse il comando della U-Flottille Pola, di stanza nella basi di Pola e Cattaro. Sotto il suo comando vi erano 14 navi della flotta, sei sommergibili UB e 14 UC, che tra novembre 1915 e giugno 1917 affondarono un totale di 746 navi mercantili con 1.809.884 tsl e 12 navi da guerra con un totale di 67.577 t.
Dal 21 luglio 1917 al 26 dicembre 1917 fu comandante dell'incrociatore sommergibile U 151 a Kiel, affondando 12 navi nemiche per un totale di 29.048 tsl, in una singola missione. Il 29 dicembre 1917 fu insignito dell'Ordine Pour le Mérite, e nel marzo 1918 assunse il comando dell'incrociatore sommergibile U 140, che mantenne fino alla fine della guerra nel novembre 1918. Sette unità nemiche per un totale di 30.612 tsl furono affondate durante una missione di pattugliamento.
Su un totale di dieci missioni belliche, affondò un totale di 54 navi per 148.852 tonnellate di stazza. Nel 1920 era al comando dell'incrociatore leggero Strassburg, venendo smobilitato il 31 agosto 1920, e ricevendo la promozione a Fregattenkapitän.
Si spense a Plön il 4 novembre 1934.

### Fonti
1. 1 2 3 4 5 6 7 8 9 10 11 12 13 14 15 16 17 18 19 20 21 22  U-Boat.
2. 1 2 3  Hodos 2018, p. 148.
3. ↑  Ericson 2008, p. 146.
4. ↑  Hodos 2018, p. 70.
5. 1 2 3 4 5 6 7 8  Marine-Kabinett 1918, p. 24.